# Kombissiri (département)
Kombissiri est un département du Burkina Faso situé dans la province Bazèga et dans la région Centre-Sud.

## Démographie
En 2006, la population totale du département est de 44 504 habitants.

## Villages
Le département possède un chef-lieu :
- Kombissiri

et 56 villages :
- Badnogo
- Bagadogo
- Batinga
- Bédogo-Nabiga
- Bédogo-Silmissi
- Bilbalogo
- Bissiga
- Bissiri
- Boussougou
- Fourgo
- Goghin
- Goncé
- Goudri
- Guirgo
- Kalwiga
- Kamsando
- Kiendbingré
- Kiéma
- Kaokin
- Koassa
- Komtigré
- Kond-Koïkin
- Konioudou
- Konkossé
- Konkuissé
- Konlobwamdé
- Koudiougou
- Kougpéla
- Kouigou
- Koulpèlga
- Koupel-Yargo
- Lallé
- Logdin
- Manegsombo
- Monomtenga
- Nabmassa
- Nangouma
- Ouidin
- Pissi
- Poédogo
- Sabraogo
- Saré de Guirgo
- Saré de Tuili
- Soula
- Tamtinga
- Tandaga
- Tansin
- Tigandogo
- Toanga
- Toéghin
- Toémiga
- Tuili
- Wemtinga
- Wonrobogo
- Yargo
- Zingdéghin
- Zinikoui